# Metallapoderus
Metallapoderus es un género de coleópteros curculionoideos de la familia Attelabidae. Habita en África (Zaire, Kenia, Tanzania, Zambia y Sudáfrica). Legalov describió el género en 2003. Esta es la lista de especies que lo componen:
- Metallapoderus pedestris Voss, 1927
- Metallapoderus concolor Voss, 1927
- Metallapoderus rhodesianus Voss, 1929
- Metallapoderus rubicundus Voss, 1927
- Metallapoderus spinipes Hesse, 1929